# 辻美優
辻 美優（つじ みゆう、1996年7月6日 - ）は、日本の女優、アイドル、声優、モデル。オスカープロモーション所属。東京都出身。アイドルグループ・elfin'のメンバー。

## 来歴
2009年、第12回全日本国民的美少女コンテストの本選出場を機に芸能界入り。
2011年、3年B組金八先生 ファイナルにて塚田鞠役を務める。
2014年1月26日、オスカープロモーションと青二プロダクション、博報堂が共同で開催した容姿と声の2つの要素に“美しさ”を兼ね備えた女優・声優を発掘する第1回全日本美声女コンテストにてグランプリを受賞。受賞特典として、映画『映画 プリキュアオールスターズNewStage3 永遠のともだち』の女の子役で声優デビュー。
同年4月、辻美優、花房里枝、希水しお、吉村那奈美、入江麻衣子、美波わかな、奥谷楓、大槻瞳で組まれた期間限定ユニット・ハニーチェガールズとして３か月間活動。
2015年4月、美声女コンテストファイナリスト3人（辻美優、花房里枝、希水しお）によるユニット「elfin'（エルフィン）」を結成。8月5日に「Colorful Fantasy」でCDデビュー。
2017年3月よりStrawberry Dreamを『アニメディア』で連載。
2019年、映画『セカイイチオイシイ水〜マロンパティの涙』にて初主演。

## 人物
- 趣味・特技は、読書、漫画や絵を描くこと。
- 将来は女優とモデル。上戸彩と福田沙紀を目標にしている。

## 同期の著名なコンテスト出場者
| 名前       | 賞                       | 備考               | -    |
| ---------- | ------------------------ | ------------------ | ---- |
| 辻美優     | グランプリ               | アイドル（elfin'） | No12 |
| 花房里枝   | 準グランプリ             | アイドル（elfin'） | No11 |
| 希水しお   | 準グランプリ             | アイドル（elfin'） | No5  |
| 入江麻衣子 | ブルーオスカーニコニコ賞 | 声優、ピアニスト   | No8  |
| 吉村那奈美 | マルチメディア賞         | 声優               | No6  |
| 美波わかな | ファイナリスト           | 声優               | No9  |
| 奥谷楓     | ファイナリスト           | 声優               | No10 |
| 大槻瞳     | ファイナリスト           | アナウンサー       | No4  |
| 山本杏奈   | ファイナリスト           | アイドル（=LOVE）  | No7  |
| 佐藤実季   | ファイナリスト           | 声優               | No3  |

## 作品

### 漫画
- Strawberry Dream（アニメディア、2017年3月-）完結

## 出演
太字はメインキャラクター。

### 舞台
- 忍法浪漫剣劇　百花百狼 ～戦国忍法帖～ 月下丸の章（2018年12月13日 - 16日、全労済ホール） - 三雲伽羅 役
- たいへんよく生きました!（2019年4月25日 - 29日、東京芸術劇場シアターウエスト）
- ミュージカル「カシオペア座の愛人」（2020年5月20日 - 24日、六行会ホール）
- オンライン朗読劇「葉桜と魔笛」（2020年9月16日、オンライン上演）[6]
- 踊る！埼玉（2021年5月19日 - 22日、戸田市文化会館大ホール） - 朝風みなみ 役
- 愛とか恋には、ほど遠い!（2021年4月16日 - 18日、オンライン上演：ZOOM） - 根倉 役
- クロノス（2021年10月6日 - 10日、キンケロシアター） - 蕗来美子 役
- プロパガンダ・コクピット（2022年4月7日 - 10日、IMAホール） - タレント 役
- 東京ノ温度 
  - 第十七回公演「おずわるど」（2022年6月11日 - 15日、下北沢・小劇場B1） - ドロシー 役
  - 第十八回公演「まなつぼし」（2022年10月19日 - 23日、サンモールスタジオ） - 坂東優子 役
- サイト
  - ミュージカル座1月公演（2024年1月17日 - 21日、六行会ホール） - 月組のお蝶夫人 役
- あの鐘の音と共に -THE BELL 2025-（2025年10月4日 - 12日〈予定〉、あうるすぽっと） - クロエ 役[7]

### テレビアニメ
2015年
- コンクリート・レボルティオ〜超人幻想〜（郵便局員）
- ピカイア!（2015年 - 2017年、みゆう） - 2シリーズ

2016年
- 美少女戦士セーラームーンCrystal Season III（女子生徒）
- マクロスΔ（街案内アナウンス、ニナ・オブライエン）

2017年
- 鬼平（少女、さわ）
- けものフレンズ（オオアルマジロ）
- 王様ゲーム The Animation（石井里美）

2018年
- 京都寺町三条のホームズ（川口伊奈）
- ねこねこ日本史（2018年 - 2019年、ピサ、家来B、比企能員、豊臣の家臣） - 2シリーズ

### 劇場アニメ
- 映画 プリキュアオールスターズNewStage3 永遠のともだち（2014年、女の子）
- 君の名は。（2016年）
- 劇場版マクロスΔ 激情のワルキューレ（2018年、ニナ・オブライエン）

### ゲーム
2014年
- ガールフレンド（仮）（武内未美）

2015年
- けものフレンズ（アメリカレア、ステラーカイギュウ）

2016年
- 放課後ガールズトライブ（リン・メイシェン）

2018年
- Glass -PART II Misuteras-（ミステラス）
- ヴァンパイア†ブラッド（日下部しずく）
- ゴッドイーター（コハネ）

2019年
- ウチの姫さまがいちばんカワイイ（アオイ・ヒナタ）

2023年
- ディオフィールドクロニクル（トレミナ・アンブルト）

### ボイスコミック
- うらみちお兄さん（2017年、子供たち[11]）
- 黒岩メダカに私の可愛いが通じない（2021年、川井モナ）
- 将棋の渡辺くん（2023年、伊奈めぐみ）

### ドラマCD
- ネコ事情ボイスドラマシリーズ「でっかいチビお散歩」編（zelfstandig、1000枚限定販売）

### 吹き替え

#### 映画
- ディセンダント（白雪姫）

#### テレビドラマ
- 凍てつく楽園シーズン〜森に眠る少女〜（シモン）

#### アニメ
- おっはよー!アンクル・グランパ（ジョージー）
- SING/シング（2016年、セクシーなウサギ3人組のメンバー）

### ナレーション
- マツモトキヨシ店内放送「ハニーチェ」（博報堂、2014年5月13日 - 20日）
- ファミリーマート店内放送「FamilyMart Flow&Music」「ミックスファム with Your Voice」ナレーション（2019年6月4日 - ）

### テレビドラマ
- トミカヒーロー レスキューファイアー 第46話「熱き約束 今明かされるツバサの過去」（2010年2月20日、テレビ東京） - 岬ナナ 役
- 3年B組金八先生 ファイナル（2011年3月、TBS） - 塚田鞠 役
- トットてれび（NHK） - スパークス3人組　役
- 仮面ライダードライブ 第20話（2015年、テレビ朝日） ‐ ミユ 役
- センチネル2（2019年12月26日、千葉テレビ） ‐ キラ 役[12]

### WEBドラマ
- フェイス -サイバー犯罪特捜班- 第3話（2017年7月25日） - 看護師 役

### 映画
- セカイイチオイシイ水〜マロンパティの涙（2019年9月21日公開）- 主演・清水明日香 役

### CM
- ベネッセコーポレーション
- 『博報堂』（ハニーチェ）[13]
  - ハニーチェガールズJR編 シティリビング JR女性専用車両トレインチャンネル（2014年4月9日 - 22日）
  - ハニーチェガールズWEB編 LIB JAPAN（3月21日 - 4月21日）

### テレビ番組
- おはスタ「第1部・ムッシータウン」（2010年、テレビ東京） - 虫ガール ※イメージカラーはグレー
- Rの法則（2011年 - 2018年、NHK Eテレ） - 第2期R'sメンバー
- 帰ってきた！あにてれ情報局4（テレビ東京）

### ラジオ
※はインターネット配信。
- 辻美優、花房里枝、高橋美衣の美声女学園♪_放課後ラジオ部（2014年 - 2016年 、文化放送）
- オールナイトニッポンi ～elfin’のビューティーボイス放送局～（2017年 - 、ニッポン放送※）[14]
- 天籁精灵（bilibili）毎週木曜18：00～、レギュラー✳︎中国のみの放送
- うしくでポン！elfin' night（2021年7月 - 、FMUU）

### WEB
- 美声女ホームルーム♪ SHOWROOM（2014年7月 - 2015年10月、DeNA）
- ニコプロ×キンプロ生放送（2015年6月30日、ニコニコ生放送） - サブMC[15]

### ドキュメンタリー
- 全日本美声女コンテスト密着ドキュメンタリー（2014年、J:COM）

### 雑誌
- DiaDaisy（2009年、小学館） - 専属モデル
- キンプロ女学院　田口隆祐のオーマイ＆ガーファンクル講座★elfin'といっしょ（ベースボールマガジン社『新日本プロレス Bi-monthly』VOL.4 - VOL.6）2015年5月29日 - 9月29日[16][17]
- 女性自身 VOL.1 - VOL.3（2014年5月13日 - 6月10日、光文社） - 美容シャンプーハニーチェコラム

### イメージキャラクター
- ポタフェス2018 WINTER ポスタービジュアル

### 広報大使
- LIB JAPAN Honeyce'Girls（2014年）

### その他コンテンツ
- 第四十五回 私のBOOKイズム elfin'（辻美優＆小倉舞子）[18]（2019年5月15日、電子書籍.com）
- 葉桜と魔笛（オーディオブック、朗読）
- 不二家「2012年秋季 不二家プロジェクトガイド」

## 受賞歴
- 第12回 全日本国民的美少女コンテスト進出（オスカープロモーション所属）
- 第1回国民的美声女コンテスト - グランプリ（青二プロダクション所属）